# Neu-Ulm–Kempten-vasútvonal
A Neu-Ulm–Kempten-vasútvonal egy normál nyomtávolságú, nem villamosított, 84,65 km (korábban 85,02) km hosszú, egyvágányú (Neu-Ulm–Neu-Ulm Finninger Straße között egy rövid szakaszon kétvágányú) vasúti fővonal Németországban Neu-Ulm és Kempten között.